# Times Square (Hong Kong)

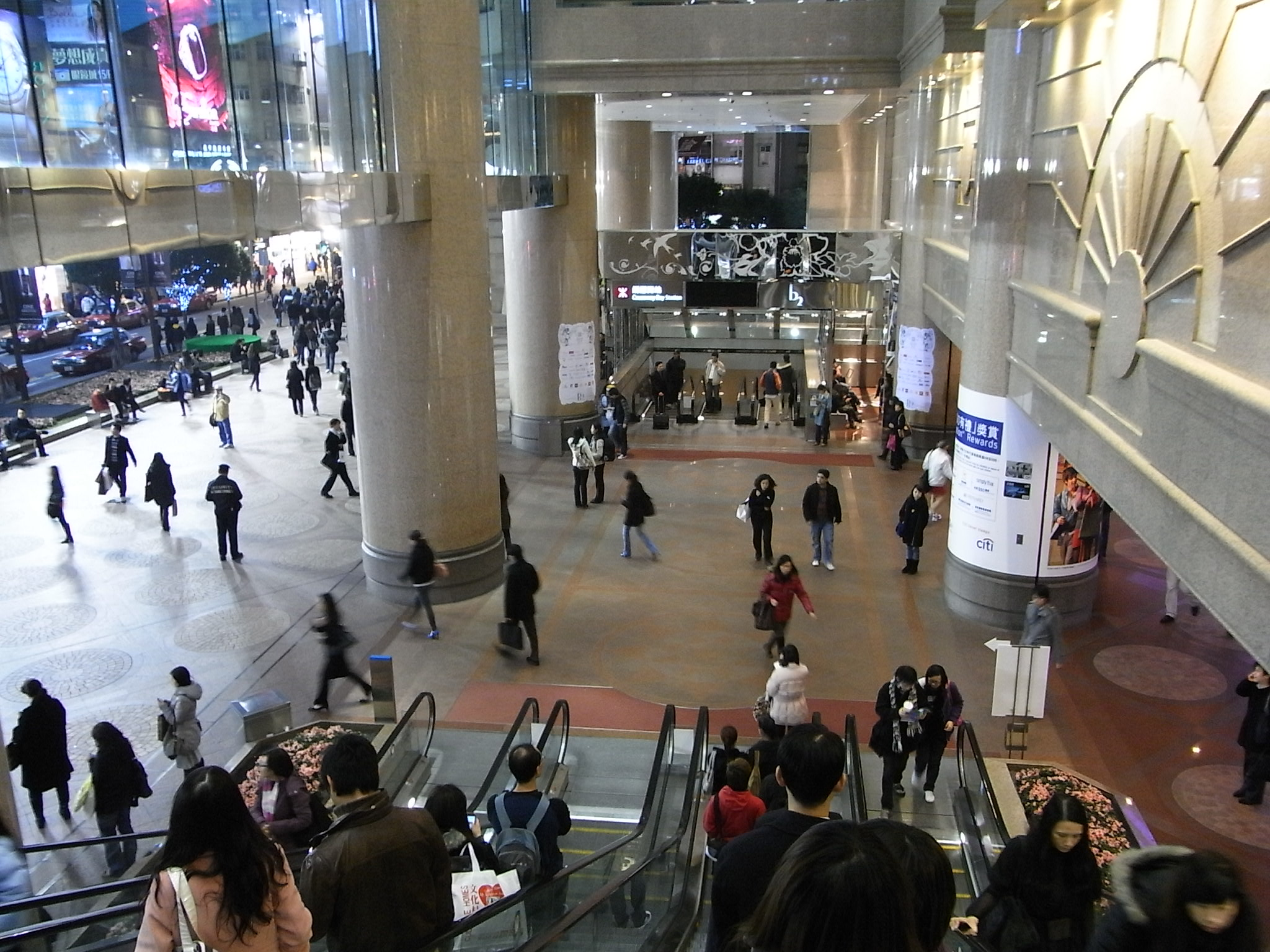
El vestíbulo de entrada de Times Square.

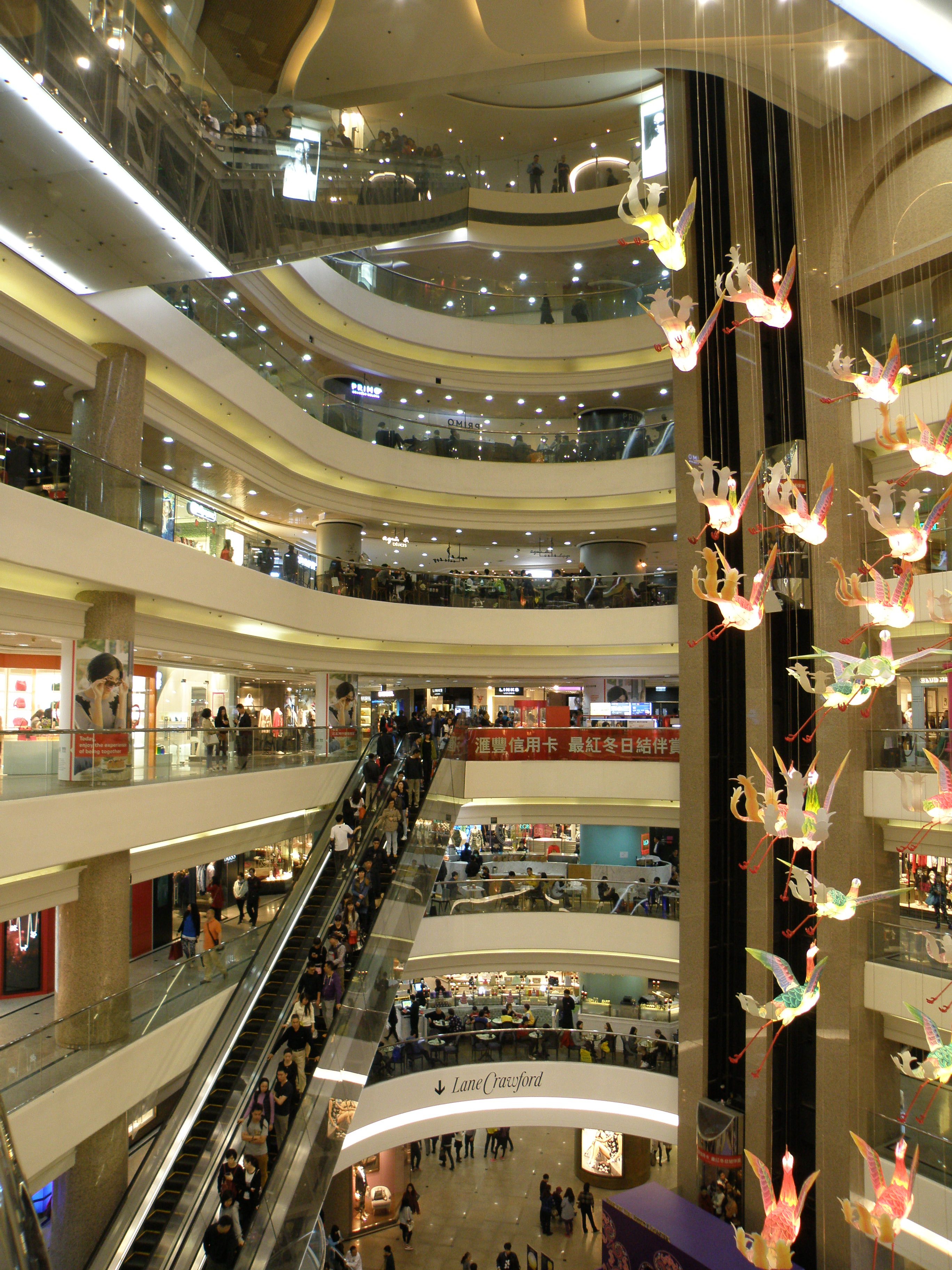
El atrio principal de Times Square.

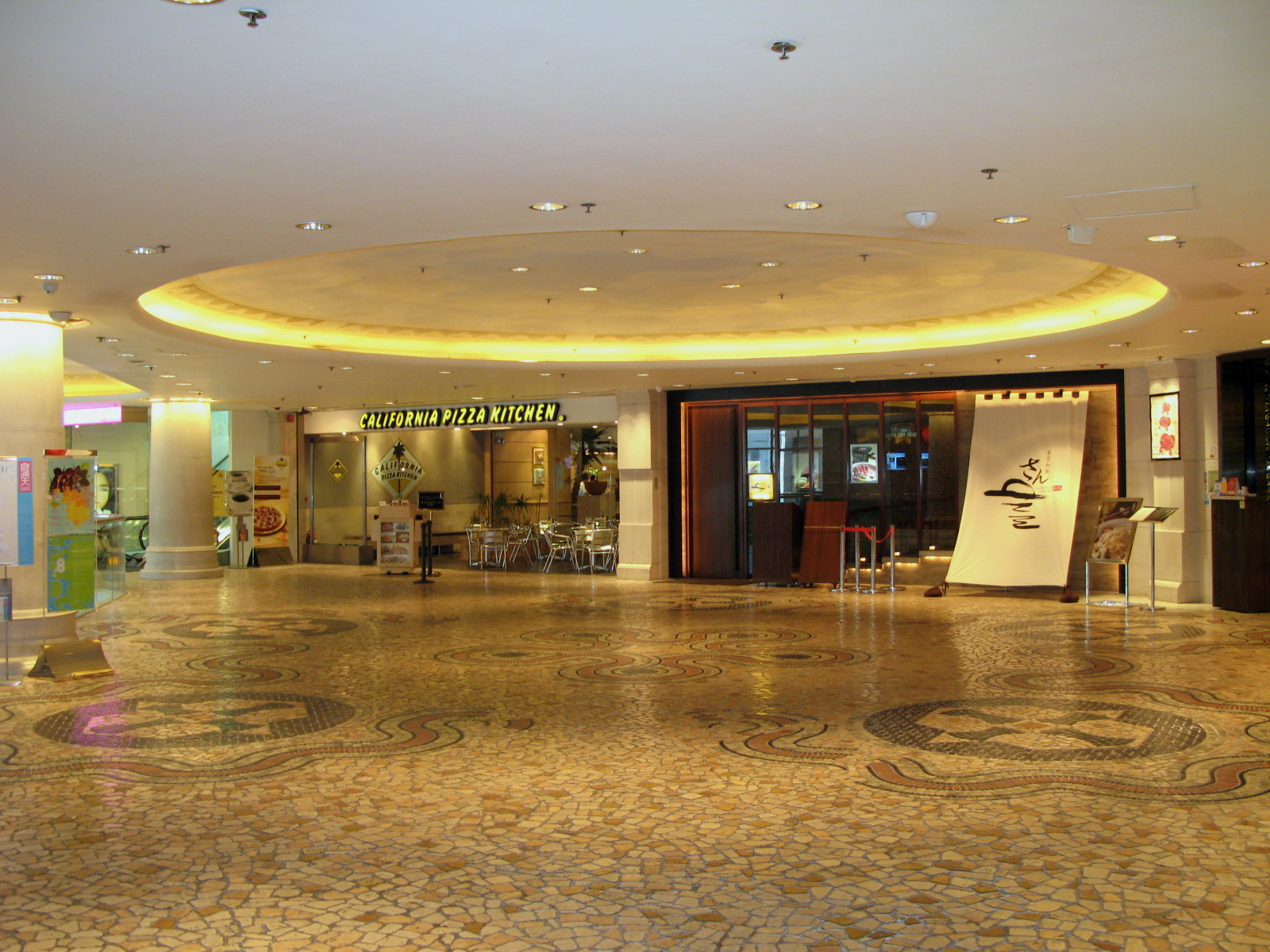
El food court.

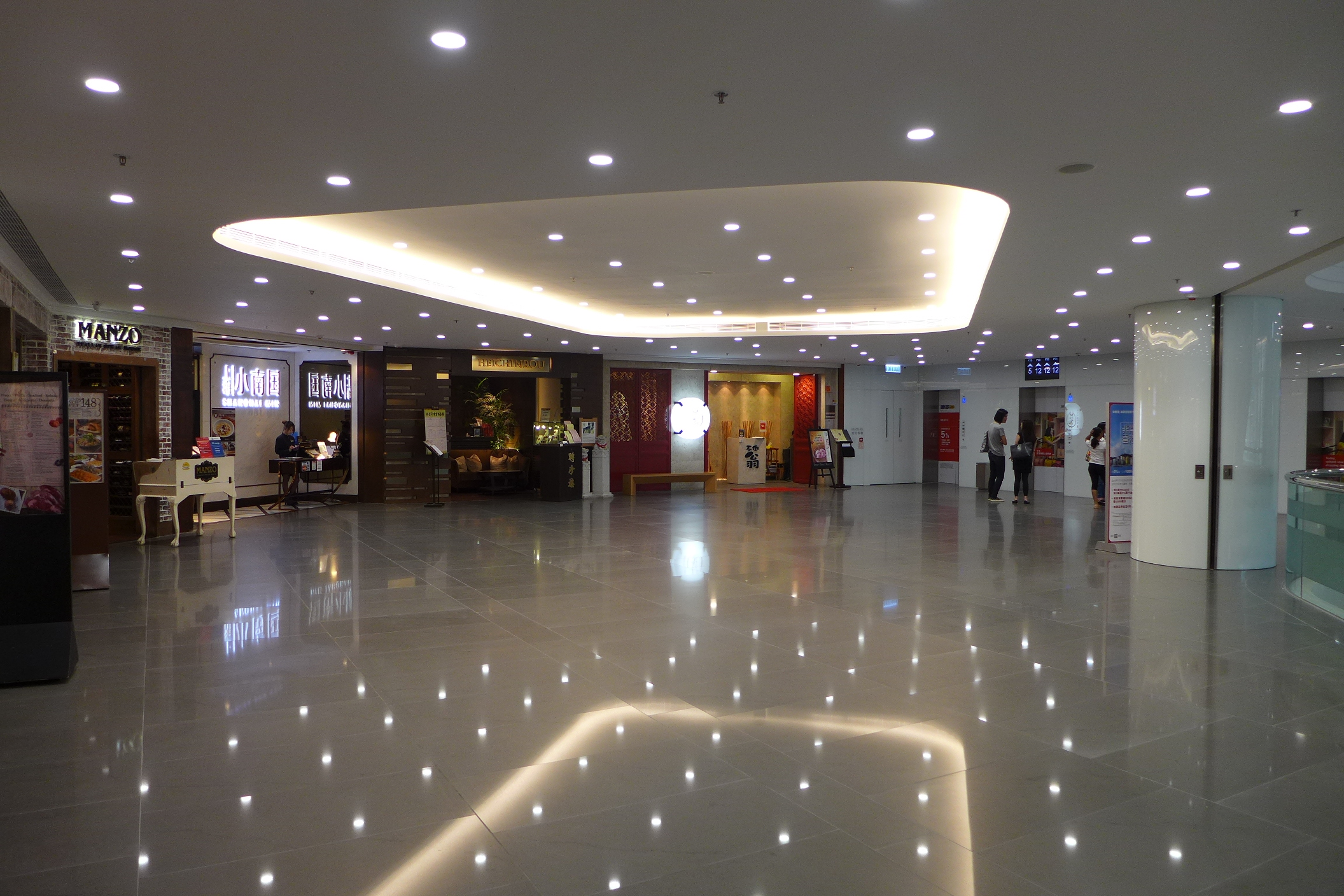
El food court tras su renovación en 2014 y 2015.

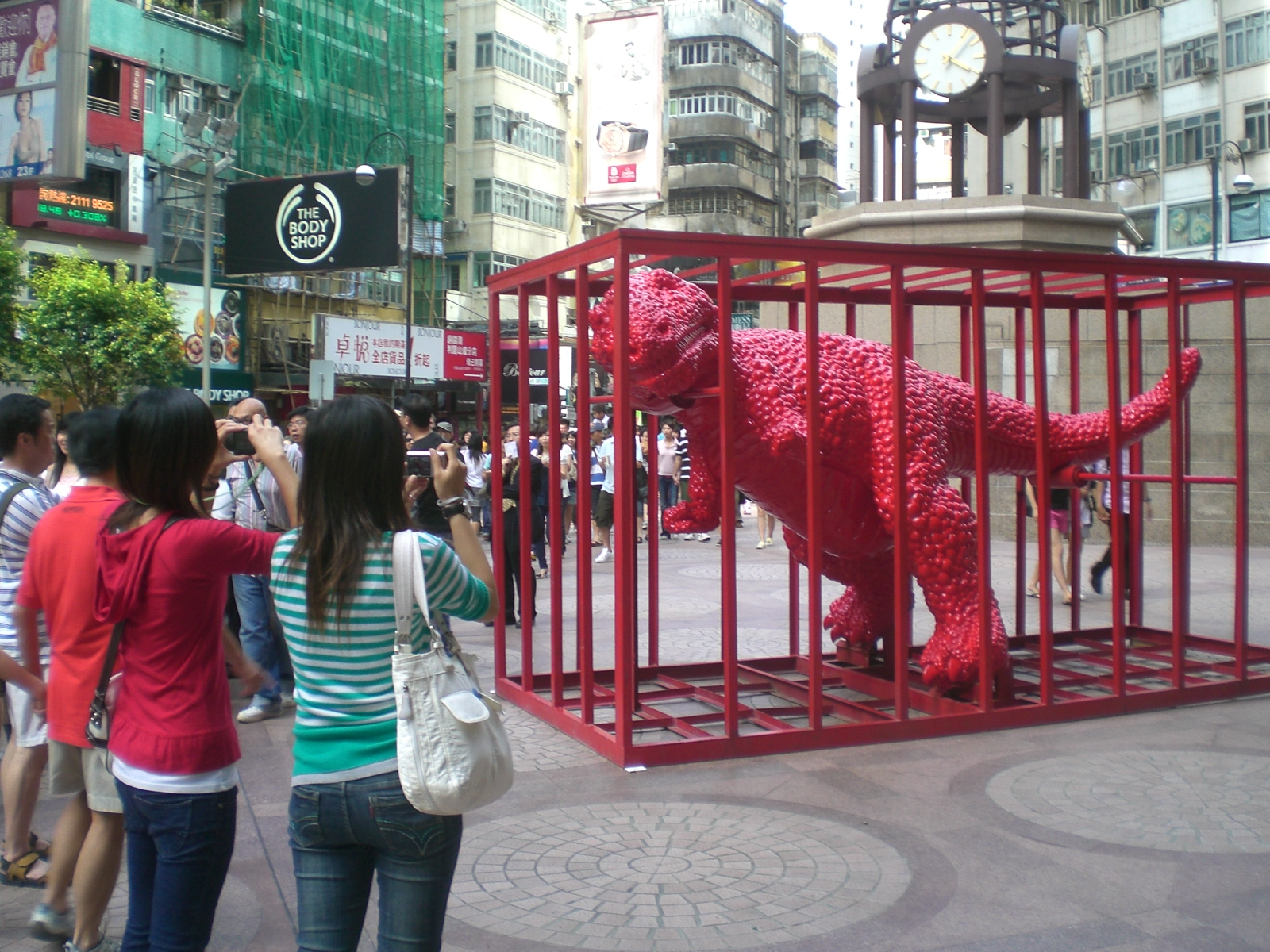
Una exposición temporal en Times Square.

Times Square (en chino tradicional, 時代廣場) es un complejo de rascacielos situado en Causeway Bay, Hong Kong que contiene oficinas y un centro comercial. Este complejo es propiedad de Wharf Properties Limited, filial de The Wharf (Holdings) Limited, y se inauguró en abril de 1994.

## Historia
Anteriormente, ocupaba la parcela de este complejo el depósito del tranvía de Sharp Street, gestionado por la empresa Hong Kong Tramways, que Wharf adquirió en 1974. El Consejo Ejecutivo aprobó el proyecto de Tramways de trasladar sus depósitos a Sai Wan Ho y Sai Ying Pun en julio de 1986, con el argumento que el ahorro de 3500 millones de HK$ en costes operativos permitiría reducir los precios del tranvía. Además, el ruido del mantenimiento y los movimientos de los tranvías por la noche habían sido durante mucho tiempo una molestia para los edificios residenciales de los alrededores.
La zona era principalmente residencial, y la Junta de Urbanismo de Hong Kong insistió en que el proyecto no incluyera más espacio residencial. En julio de 1987, Wharf desveló su planes de un complejo de 148 600 m² de oficinas y espacio comercial para la parcela. Tras el traslado del depósito, la parcela fue entegada a su empresa matriz en 1988. En 1991, se anunció el proyecto definitivo, que tendría 186 000 m² de oficinas y tiendas, con un coste de construcción estimado de 2000 millones de HK$.
En esta época, esta zona de Wan Chai/Causeway Bay se consideraba una parte no muy atractiva de la ciudad. Los niveles de deuda de la promotora y la incertidumbre sobre la soberanía de Hong Kong hicieron más problemática la financiación del proyecto. Actualmente se considera una propiedad de primera categoría en el centro de Causeway Bay.

## Descripción
El proyecto contiene 83 700 m² de espacio comercial y dos torres de oficinas con 102 300 m² en total.

### Centro comercial
Times Square se considera el primer «centro comercial vertical» de Hong Kong. Debido al alto precio del suelo en Hong Kong y a la mayor rentabilidad de la propiedad comercial, Times Square se aleja del modelo común occidental de centro comercial plano. El espacio dedicado a tiendas está distribuido en nueve plantas. Se puede acceder al centro comercial y a los ascensores de la torre de oficinas mediante largas escaleras mecánicas que conectan la planta baja con la primera planta del centro comercial.

### Edificios de oficinas
Es una práctica común que los dueños de rascacielos de oficinas permitan que estos lleven el nombre de sus inquilinos más importantes, dando así la ilusión de que son sus verdaderos dueños. Todo el complejo sigue siendo propiedad de Wharf, pero las dos torres de oficinas, diseñadas por el estudio Wong & Ouyang, se llaman Shell Tower y NatWest Tower:
- Torre 1: NatWest Tower (torre este). Tiene 193,9 metros de altura y 46 plantas. Es el 81.er edificio más alto de Hong Kong.[1]
- Torre 2: Shell Tower (torre oeste). Tiene 168,8 metros de altura y 39 plantas.[2]

## Celebraciones de Navidad y Año Nuevo
Imitando a su homónimo de Nueva York, la plaza situada frente al edificio es uno de los dos puntos de reunión principales para las celebraciones del año nuevo occidental en Hong Kong, junto con el puerto. En las horas previas a la medianoche de la Nochebuena y la Nochevieja, la zona se llena de personas que esperan a la cuenta atrás, que se realiza «bajando» las luces de un muro. Sin embargo, esta celebración se ha cancelado desde 2014.

## Controversia sobre el espacio público
Bajo los términos de un acuerdo de uso firmado con el gobierno, se reservaron 3010 m² de la planta baja para acceso público, paso peatonal y ocio. Sin embargo, la empresa tiene el derecho de organizar exposiciones allí, y cobra tarifas por visitarlas. No se han hecho públicos los detalles exactos de las concesiones a la promotora.
Entre julio de 2003 y marzo de 2005, una esquina de la plaza se alquiló a Starbucks Coffee. La empresa afirmó que era un «descuido involuntario» que se corrigió rápidamente después de que recibieran notificación del Departamento de Urbanismo.
En 2008, volvió a surgir la controversia tras surgir quejas de que los vigilantes de seguridad privados intentaban detener a las personas que estaban mucho tiempo en la zona pública, y los administradores del edificio se disculparon por sus vigilantes «demasiado celosos». Desde entonces, ha habido una amplia campaña en Hong Kong para revisar las normativas de los espacios públicos y el quid pro quo del gobierno con los promotores inmobiliarios. Alan Leong se lamentó de la mala calidad de algunos espacios públicos de Hong Kong al aire libre, y dijo que esperaba una revisión del consejo legislativo que resultara en un «sistema más transparente y predecible».
El Secretario de Justicia presentó una demanda contra Times Square Ltd y su matriz Wharf Group en nombre del gobierno, esperando recuperar cuotas de alquiler de hasta 124 000 HK$ al día por el uso de la plaza de Causeway Bay desde 1993. Los analistas la describen como una demanda de gran relevancia que puede tener implicaciones importantes para otros propietarios si tiene éxito. La empresa cree que no ha cobrado más de lo permitido en la escritura, pero acogió el caso diciendo que finalmente proporcionaría orientación para la interpretación de los puntos importantes del acuerdo de uso con el gobierno.

## Transporte

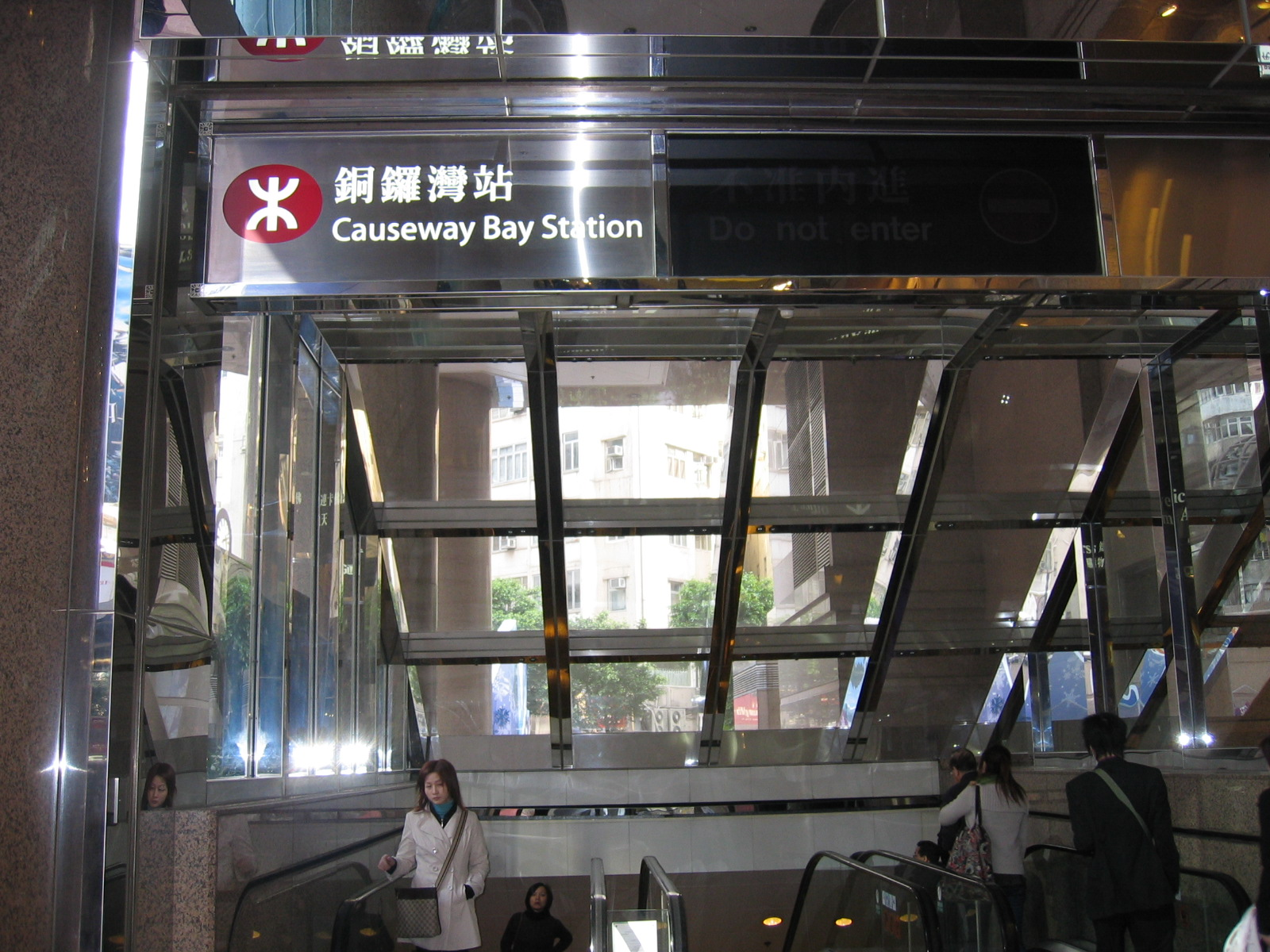
La entrada de la estación de Causeway Bay en Times Square.

Times Square está servida por la estación de Causeway Bay del Metro de Hong Kong. Hay un paso subterráneo que conecta directamente la planta baja del podio con una salida, llamada A1. También se puede llegar al complejo mediante el tranvía, en dirección a Happy Valley o Shau Kei Wan, y mediante el autobús.

## Apariciones en los medios
El centro comercial de Times Square apareció en la película Lara Croft Tomb Raider: La cuna de la vida de 2003, en la que unos grandes almacenes que están «cerrados por renovación» esconden una planta de producción de armas biológicas.